# 南方音乐盛典
南方音乐盛典（英語：Southern Music Festival，曾称“超越流行”专业推荐名单、华语音乐传媒大赏、华语音乐传媒大奖（英語：Chinese Music Media Awards）及华语流行乐传媒大奖）是由《南方都市报》与钭江明、游威、蒋明等媒体人、乐评人于2000年10月创办，联合广东电台、MTV、香港商业电台、香港电台、香港作曲家作词家协会、中华音乐人交流协会、台湾音乐文化国际交流协会、台湾音乐环境推动者联盟、广东音乐家协会、广东流行音乐协会、广东电视台、澳亚卫视、深圳卫视、DBC数码电台、《南方周末》、《城市画报》、《南都周刊》、《风尚周报》、《音乐时空》、《当代歌坛》、《新京报》、《云南信息报》、《长江商报》、新浪、腾讯、搜狐、网易、TOM、21CN、迅雷、优酷、奇艺、QQ音乐、虾米音乐、酷我音乐、一听音乐、我友音乐、天涯音评会、3C中文音乐评论、斥测乐坛、聆听杂志等百家媒体及行业机构，广邀两岸四地知名音乐人、乐评人、媒体人和业界人士参与选出的一个专业性大奖。

## 介绍
南方音乐盛典以“回归音乐本质”为核心，“独立、豁达、开放、人文”为宗旨，“超越流行”为主题。大奖坚持评选过程“公开、公正、透明”，评委都是独立的评论人士和音乐界专业人士，评审团涵盖大中华从北京、广州、上海、武汉到台北、香港、澳门、新加坡等各地最具行业代表性的乐评人、DJ、音乐人、企划推广人、录音师、音乐媒体人，与被选者没有直接的利益关系，在参评过程中也从未向参评者收取过一分钱的报名费、参评费和任何形式的赞助。网友评价该奖“是目前内地唯一一个不以到场为发奖前提的音乐颁奖典礼”。
作为中國国内首家按照格莱美奖模式设置的音乐奖，历届传媒大奖均有设置最佳摇滚、最佳电子、最佳民谣、最佳嘻哈、最佳爵士艺人等专业细分奖项，而以音乐类型及行业特征来细分奖项的方式也是传媒奖有别于其它音乐颁奖的一大特色。

## 获奖名单

### 2001年（第一届）获奖名单
公开奖项
- 最佳流行男歌手：张国荣
- 最佳流行女歌手：王菲
- 最佳摇滚艺人：王磊
- 最佳另类艺人：黄耀明
- 最佳乐队组合：L.M.F
- 最佳新人：萧亚轩
- 最佳填词：林夕《K歌之王》
- 最佳作曲：陈辉阳《K歌之王》
- 最佳编曲：丁薇、金武林《女孩与四重奏》
- 最佳演唱会：张国荣2000热‧情演唱会
- 最佳电影音乐：王家卫、默林茂、Michael Galasso（英语：Michael Galasso）《花样年华》

十大华语唱片
- 黄耀明《光天化日》（同时获评2000年度最佳华语专辑）
- 黄大炜《秋天1944》
- 丁薇《开始》
- 陈升《思念人之屋》
- 王菲《寓言》
- L.M.F《大懒堂》
- 黄耀明、蔡琴《花天走地》
- NO《庙会之旅》
- 夏韶声《谙II》
- 张震岳《有问题》

十大华语歌曲
- 黄大炜《秋天1944》（同时获评2000年度最佳华语歌曲）
- 陈奕迅《K歌之王》
- 丁薇《女孩与四重奏》
- 莫文蔚《妇女新知》
- 王菲《给自己的情书》
- 林忆莲《至少还有你》
- 黄耀明、彭羚《漩涡》
- 黄耀明《罅隙》
- 张国荣《路过蜻蜓》
- 黄耀明《下一站天国》

### 2002年（第二届）获奖名单
公开奖项
- 最佳流行男歌手：周杰伦
- 最佳流行女歌手：王菲
- 最佳摇滚艺人：左小祖咒
- 最佳电子艺人：黄耀明&人山人海
- 最佳民谣艺人：陈升
- 最佳爵士／布鲁斯艺人：范晓萱
- 最佳另类艺人：刘以达
- 最佳乐队：L.M.F
- 最佳组合：羽泉
- 最佳男新人：周杰伦
- 最佳女新人：范玮琪
- 最佳新乐队：果味VC
- 最佳新组合：Twins
- 最佳填词人：黄舒骏《改变1995》
- 最佳制作人：伍佰
- 最佳作曲人：伍佰
- 最佳造型：黄贯中《Yellow Paul Wong》
- 最佳企划：雪村《音乐评书》
- 最佳演唱会：田震全国演唱会
- 最佳封套：莫文蔚《一朵金花》
- 年度最佳歌曲：黄舒骏《改变1995》
- 年度最佳专辑：王菲《王菲》
- 年度唱片公司：滚石／魔岩唱片（滚石音乐国际集团）
- 年度艺人：伍佰
- 终身成就奖：崔健

十大华语唱片
- 周杰伦《范特西》
- 莫文蔚《一朵金花》
- 陈升《五十米深蓝》
- 王菲《王菲》
- 刘以达《水底乐园》
- 范晓萱《绝世名伶》
- 汪峰《花火》
- 陈奕迅《The Easy Ride》
- 左小祖咒《左小祖咒在地安门》
- 郑钧《郑钧》

十大华语歌曲
- 黄舒骏《改变1995》
- 雪村《东北人都是活雷锋》
- 范晓萱《最好的爱煞人武器》
- 杨乃文《祝我幸福》
- 那英《一笑而过》
- 孙燕姿《我要的幸福》
- 郑秀文《终身美丽》
- 周杰伦《开不了口》
- 王菲《流年》
- 王力宏《唯一》

### 2003年（第三届）获奖名单
公开奖项
- 最佳男歌手：陶喆
- 最佳女歌手：孙燕姿
- 最佳摇滚艺人：许巍
- 最佳新人：阿杜
- 最佳乐队：子曰
- 最佳组合：Twins
- 最佳唱作人：陶喆
- 最佳作词人：林夕
- 最佳作曲人：周杰伦
- 最佳编曲人：人山人海
- 最佳制作人：陈珊妮《芸开了》
- 最佳企划：工装真男人阿杜
- 独立音乐大奖：人山人海
- 终身成就奖：张国荣
- 年度艺人：周杰伦

十大华语唱片
- 陶喆《黑色柳丁》
- 周杰伦《八度空间》
- 陈奕迅《Special Thanks to...》
- 许巍《时光·漫步》
- 陈绮贞《Groopies吉他手》
- 人山人海《Pretty Happy & Gay》
- 戴佩妮《Just Sing It》
- 许茹芸《芸开了》
- 何欣穗《她的发光摇摆》
- 孙燕姿《Leave》

十大华语歌曲
- 陶喆《Angel》
- 陈奕迅《明年今日》
- 张国荣、黄耀明《这么远那么近》
- 阿杜《他一定很爱你》
- 周杰伦《半岛铁盒》
- 莫文蔚《单人房双人床》
- 胡彦斌《和尚》
- 许巍《礼物》
- 羽·泉《开往春天的地铁》
- 卢巧音《好心分手》

观众票选奖项
- 我最喜爱的华语歌手：周杰伦
- 我最喜爱的华语歌曲：陶喆《Angel》

### 2004年（第四届）获奖名单
从本届起，该典礼由“华语流行乐传媒大奖”更名为“华语音乐传媒大奖”。
公开奖项
- 最佳男歌手：陈奕迅《黑白灰》、《Live For Today》
- 最佳女歌手：王菲《将爱》
- 最佳新人：林一峰《Travelogue 1 游乐》
- 最佳乐队：木马《Yellow Star》
- 最佳组合：S.H.E《Super Star》
- 最佳摇滚艺人：二手玫瑰《二手玫瑰》
- 最佳民谣艺人：林一峰《游乐》
- 最佳电子艺人：范晓萱、周俊伟、金木义则《福禄寿-序》
- 最佳作词：黄伟文《下落不明》
- 最佳作曲：周杰伦《东风破》
- 最佳编曲：李雨寰《云且留住》
- 最佳制作人：人山人海（黄耀明、李端娴、梁基爵、蔡德才）《我的廿一世纪》
- 最佳企划：“左麟右李”演唱会（环球唱片）
- 最佳录音：黄耀明《我的廿一世纪》
- 最佳封套：合辑《百年百代 重修旧好》
- 新音乐大奖：DJ Dee《Sunday》
- 年度艺人：周杰伦

十大华语唱片
- 黄耀明《我的廿一世纪》
- 王菲《将爱》
- 周杰伦《叶惠美》
- 朴树《生如夏花》
- 陈奕迅《黑白灰》
- 林一峰《Travelogue 1 游乐》
- 雷光夏《时间的密语》
- 二手玫瑰《二手玫瑰》
- 伍思凯《爱的钢琴手》
- 木马《Yellow Star》

十大华语歌曲
- 周杰伦《东风破》
- 朴树《生如夏花》
- 陈奕迅《十年》
- 王菲《乘客》
- 黄耀明《我的廿一世纪》
- 孙燕姿《遇见》
- 蔡健雅《无底洞》
- 容祖儿《我的骄傲》
- 蔡依林《布拉格广场》
- 沙宝亮《暗香》

### 2005年（第五届）获奖名单
专业评审团奖项
- 最佳国语男歌手：刀郎《2002年的第一场雪》、《喀什葛尔胡杨》
- 最佳粤语男歌手：古巨基《大雄》
- 最佳国语女歌手：陈珊妮《后来我们都哭了》
- 最佳粤语女歌手：容祖儿《Nin9 2 5ive》、《Give Love A Break》
- 最佳新人：F.I.R《F.I.R飞儿乐团》
- 最佳乐队：拜金小姐《拜金小姐》
- 最佳组合：Twins《Girl Power》、《Magic》
- 最佳摇滚艺人：许巍《每一刻都是崭新的》
- 最佳民谣艺人：林一峰《游乐2 一个人在途上》
- 最佳电子艺人：王磊《馨》
- 最佳嘻哈艺人：陈冠希、陈奂仁、MC仁《Please steal this album》
- 最佳古典艺人：陈其钢《蝶恋花（Virgin）》
- 新音乐大奖：窦唯与不一定乐队
- 最佳作词人：陈少琪《香港地》
- 最佳作曲人：F.I.R《我们的爱》
- 最佳编曲人：李端娴《画出彩虹》
- 最佳制作人：人山人海（黄耀明、蔡德才、李端娴、亚里安、GayBird）《明日之歌》
- 最佳录音：杨震/蔡亚敏/岑德卫/宋嘉恒《AM PM》
- 最佳企划：环球唱片2004品牌推广
- 最佳封套：陈珊妮《后来我们都哭了》
- 最佳演唱会：许冠杰继续微笑演唱会
- 最佳发烧专辑：《香巴拉并不遥远》
- 最佳网路歌曲：杨臣刚、香香《老鼠爱大米》
- 年度国语歌曲：F.I.R《Lydia》
- 年度粤语歌曲：古巨基《爱与诚》
- 年度国语专辑：罗大佑《美丽岛》
- 年度粤语专辑：黄耀明《明日之歌》
- 年度艺人：刀郎

观众票选奖项
- 我最喜爱的男歌手：李克勤
- 我最喜爱的女歌手：容祖儿
- 我最喜爱的摇滚歌手：黄家强
- 我最喜爱的组合：Twins
- 我最喜爱的歌曲：杨千嬅《小城大事》
- 最受欢迎卡拉OK歌曲：杨臣刚、香香《老鼠爱大米》

特别荣誉
- 华语乐坛千禧最杰出歌手：陈奕迅
- 华语乐坛特别贡献音乐人：陈小奇、李广平、刘志文、解承强、朱德荣、陈洁明
- 华语乐坛特别贡献歌手：潘越云、朱明瑛、程琳、李达成、汤莉、廖百威
- 华语乐坛特别贡献乐队：BEYOND
- 殿堂歌手：谭咏麟
- 殿堂作曲家：黎小田
- 殿堂作词人：黄沾
- 殿堂乐队：达明一派
- 殿堂音乐人：罗大佑

### 2006年（第六届）获奖名单
专业评审团奖项
- 最佳国语男歌手：胡德夫《匆匆》
- 最佳粤语男歌手：李克勤《演奏厅》
- 最佳国语女歌手：陈绮贞《华丽的冒险》
- 最佳粤语女歌手：何韵诗《艳光四射》《梁祝下世传奇》
- 最佳男新人：侧田《Justin》
- 最佳女新人：王菀之《Ivana》《I Love My Name》
- 最佳新乐队／组合：Soler《双声道》、《直觉》
- 最佳摇滚艺人：左小祖咒《我不能悲伤的坐在你身旁》
- 最佳民谣艺人：胡德夫《匆匆》
- 最佳电子艺人：林强《惊蛰》
- 最佳嘻哈艺人：陈冠希、陈奂仁、MC Yan《Hazy:The 144 Hour Project》
- 最佳HIFI艺人：李克勤《演奏厅》
- 最佳新世纪／民族音乐艺人：布仁巴雅尔《天边》
- 新音乐大奖：FM3
- 最佳乐队：达明一派《The Party》
- 最佳组合：羽泉《三十》
- 最佳作词人：方文山《髮如雪》
- 最佳作曲人：光良《童话》
- 最佳编曲人：秦万民《吉祥三宝》
- 最佳制作人：钟成虎《华丽的冒险》
- 最佳录音：Craig Burbidge/陶喆《太平盛世》
- 最佳企划：超级女声2005（天娱传媒）
- 最佳封套：拜金小姐《拜金小姐2005》（可乐王、mirrwork）
- 最佳演唱会：郭富城舞台宝典飞越舞林演唱会（耀荣娱乐）
- 年度国语歌曲：布仁巴雅尔、乌日娜、英格玛《吉祥三宝》
- 年度粤语歌曲：陈奕迅《夕阳无限好》
- 年度国语专辑：陈绮贞《华丽的冒险》
- 年度粤语专辑：达明一派《The Party》
- 年度艺人：超级女声

观众票选奖项
- 我最喜爱的男歌手：李克勤
- 我最喜爱的女歌手：容祖儿
- 我最喜爱的组合：Twins

特别荣誉
- 年度K歌大奖：容祖儿
- 年度传媒大奖：容祖儿
- 殿堂乐队：太极乐队
- 殿堂音乐家：崔健

### 2007年（第七届）获奖名单
本届典礼以“华语音乐传媒大赏”之名义举办。
公开奖项
- 最佳国语男歌手：陈升《这些人，那些人》
- 最佳粤语男歌手：陈奕迅《What's Going On...?》、《Life Continues...》
- 最佳国语女歌手：雷光夏《黑暗之光》
- 最佳粤语女歌手：谢安琪《Ksus2》
- 最佳粤语新人：泳儿《感应》
- 最佳国语新人：张悬《My Life Will...》
- 最佳新乐队／组合：刘以达+璐《达与璐》
- 最佳摇滚艺人：顶楼的马戏团《蒂米重访零陵路93号》
- 最佳民谣艺人：万晓利《这一切都没有想象得那么糟》
- 最佳电子艺人：Dead J《幻术》
- 最佳嘻哈艺人：农夫《音乐大亨》
- 最佳HIFI艺人：李克勤《演奏厅Ⅱ》
- 最佳新世纪／民族音乐艺人：野火乐集
- 新音乐大奖：左小祖咒
- 最佳乐队：Tizzy Bac《我想你会变成这样都是我害的》
- 最佳组合：农夫《音乐大亨》
- 最佳作词人：黄伟文《最佳损友》
- 最佳作曲人：方大同《糖不甩》
- 最佳编曲人：钟兴民、林迈可《夜的第七章》
- 最佳制作人：周博贤《Ksus2》
- 最佳录音：苏前《七日谈》
- 最佳企划：周杰伦、费玉清《千里之外》
- 最佳封套：Tizzy Bac《我想你会变成这样都是我害的》
- 最佳演唱会：草蜢《Forever Grasshopper”06》演唱会
- 年度国语歌曲：周杰伦、费玉清《千里之外》
- 年度粤语歌曲：古巨基《爱得太迟》
- 年度国语专辑：陈升《这些人，那些人》
- 年度粤语专辑：李克勤《演奏厅Ⅱ》
- 年度艺人：陈奕迅
- 最佳无线单曲：胡杨林《香水有毒》

观众票选奖项
- 我最喜爱的男歌手：古巨基
- 我最喜爱的女歌手：杨千嬅
- 我最喜爱的新人：卫诗

特别荣誉
- 年度传媒大奖：杨千嬅
- 殿堂组合：草蜢
- 殿堂歌手：陈慧娴
- 乐坛至爱经典金曲：陈慧娴《千千闋歌》
- 十年回归全国最受欢迎新人：何洁
- 十年回归全国最受欢迎歌手：韩红
- 杰出华人歌手：何耀珊
- 粤语新势力：卫兰、at 17、邓丽欣、吴雨霏、东山少爷
- 粤港最受欢迎DJ歌手：林颐（粤）、叶文辉（港）
- 终身成就奖：马兆骏

### 2008年（第八届）获奖名单
公开奖项
- 年度艺人：陈奕迅
- 年度国语专辑：苏打绿《无与伦比的美丽》
- 年度国语歌曲：陈奕迅《爱情转移》
- 年度粤语专辑：麦浚龙《Chapel of Dawn》
- 年度粤语歌曲：张敬轩《酷爱》
- 最佳国语男歌手：张震岳《OK》
- 最佳国语女歌手：莫文蔚《L!VE is...Karen Mok》
- 最佳粤语男歌手：张敬轩《酷爱》
- 最佳粤语女歌手：容祖儿《Glow》
- 最佳乐队：苏打绿《无与伦比的美丽》
- 最佳组合：农夫《风生水起》
- 最佳国语男新人：彭坦《少年故事》
- 最佳国语女新人：袁泉《孤独的花朵》
- 最佳粤语男新人：小肥《小肥》
- 最佳粤语女新人：李卓庭《09.18》
- 最佳新乐队／组合：朱凌凌《Stage Dive》
- 最佳民谣艺人：周云蓬《中国孩子》
- 最佳爵士艺人：鲍比达《I Remember Leslie》
- 最佳嘻哈艺人：农夫《风生水起》
- 最佳HIFI艺人：叶云川《三国》
- 最佳新世纪／民族音乐艺人：陈升《丽江的春天》
- 最佳合辑：《十二金钗众生花》
- 最佳摇滚艺人：Carsick Cars
- 最佳电子艺人：林强
- 新音乐大奖：李剑鸿
- 最佳企划：曹方《比天空还远》（独立发行和网络限量发售）
- 最佳封套：曹方《比天空还远》
- 最佳演唱会：张学友“好久不见演唱会”
- 最佳作曲人：颗粒@卡奇社《日光倾城》
- 最佳作词人：周云蓬《中国孩子》
- 最佳编曲人：苏打绿《白日出没的月球》
- 最佳制作人：林暐哲《无与伦比的美丽》
- 最佳录音：David Sum、Lam Wing Cheung《点指泰迪罗宾》

评审团特别推荐奖项
- 专业精神奖：关淑怡、李香琴《三千年前》——合辑《十二金钗众生花》

### 2009年（第九届）获奖名单
公开奖项
- 最佳国语男歌手：方大同《橙月》
- 最佳国语女歌手：陈珊妮《如果有一件事是重要的》
- 最佳国语男新人：卢广仲《100种生活》
- 最佳国语女新人：王若琳《Start From Here》
- 最佳新乐队／组合：五彩呼伦贝尔儿童合唱团《五彩传说》
- 最佳乐队：美好药店《脚步声阵阵》
- 最佳组合：at17《Over The Rainbow》、《Over The Rainbow Vol.2》
- 最佳摇滚艺人：左小祖咒《你知道东方在哪一边》
- 最佳电子艺人：超级市场《音乐会》
- 最佳民谣艺人：巴奈《停在那片蓝》
- 最佳爵士／蓝调艺人：王若琳《Start From Here》
- 最佳嘻哈艺人：MC Hotdog《差不多先生》
- 最佳民族音乐艺人：云力思《Ga Ga》
- 最佳封套：萧青阳《甜蜜的负荷——吴晟 诗·歌》
- 最佳合辑：台湾独立群星《甜蜜的负荷——吴晟 诗·歌》
- 年度国语歌曲：群星《北京欢迎你》
- 年度国语专辑：陈升《美丽的邂逅》
- 年度艺人：方大同
- 最佳作词人：黄伟文《囍帖街》
- 最佳作曲人：小柯《北京欢迎你》
- 最佳编曲人：梁基爵@人山人海《亲爱的玛嘉烈》
- 最佳制作人：Edward Chan、Charles Lee、方大同《橙月》
- 最佳录音：Edward Chan、Charles Lee、King Kong《橙月》
- 最佳HIFI艺人：小娟＆山谷里的居民《红布绿花朵》
- 最佳粤语男歌手：黄耀明《King of the Road》
- 最佳粤语女歌手：谢安琪《Binary》
- 最佳粤语男新人：陈伟霆《Will Power》
- 最佳粤语女新人：邓紫棋《G.E.M.》
- 年度粤语歌曲：谢安琪《囍帖街》
- 年度粤语专辑：黄耀明《King Of The Road》

特别荣誉
- 评审团专业致敬年度大奖：何韵诗《Ten Days In The Madhouse》、黄立行《最后只好躺下来》
- 南方传媒联颁大奖：古巨基
- 百家传媒年度最受瞩目女歌手：张靓颖
- 百家传媒年度最受瞩目男歌手：古巨基
- 百家传媒年度最受瞩目专辑：许巍《爱如少年》
- 百家传媒年度最受瞩目艺人：曹格
- 百家传媒年度展望大奖：泳儿、许飞
- 百家传媒年度新势力：胡杏儿
- 评审团特别推荐奖：李嘉强

### 2010年（第十届）获奖名单
公开奖
- 最佳國語男歌手：左小祖咒《大事》
- 最佳國語女歌手：范曉萱《赤子》
- 最佳國語男新人：劉東明《根據真人真事改編》
- 最佳國語女新人：徐佳瑩《徐佳瑩La La首張創作專輯》
- 最佳新樂隊／組合：五條人《縣城記》
- 最佳樂隊：蘇打綠《春·日光》、《夏·狂熱》
- 最佳組合：Swing《武當》
- 最佳搖滾藝人：汪峰《信仰在空中飄揚》
- 最佳電子藝人：寵物同謀《寵物同謀》
- 最佳民謠藝人：五條人《縣城記》
- 最佳爵士／藍調藝人：陳奐仁《Raw Jazz》
- 最佳嘻哈藝人：黑撒《我的黃金時代》
- 最佳民族音樂藝人：代青塔娜《寂靜的天空》
- 最佳封套：蕭青陽工作室《故事島：李欣芸的台灣旅行音樂》
- 年度合輯：潘迪華、群星《My Dream My Way My Indie Music》
- 年度國語歌曲：林宥嘉《說謊》
- 年度國語專輯：汪峰《信仰在空中飄揚》
- 年度藝人：蘇打綠

粤语奖
- 最佳粵語男歌手：陳奕迅《H³M》
- 最佳粵語女歌手：鄭秀文《Faith信》
- 最佳粵語男新人：李治廷《今天開始》
- 最佳粵語女新人：翠芝《Make A Love Song》
- 年度粵語歌曲：麥浚龍《弱水三千》
- 年度粵語專輯：Swing《武當》

技术奖
- 最佳作詞人：左小祖咒《北京畫報》
- 最佳作曲人：徐佳瑩《身騎白馬》
- 最佳編曲人：逸堯、李端嫻《安樂》
- 最佳製作人：張亞東《潛流》
- 最佳錄音：馬丁、柯宗佑、動靜小威、楊大緯、Craig Burbidge《感官／世界》
- 最佳HIFI藝人：陳潔麗、鮑比達《儂情》

评审团奖项
- 評審團專業致敬年度大獎：陳綺貞《太陽》

百家传媒年度奖项
- 百家傳媒年度最受矚目男歌手：張敬軒
- 百家傳媒年度最受矚目女歌手：謝安琪
- 百家傳媒年度最受矚目專輯：王菀之《On Wings Of Time》

特别荣誉
- 世紀十年卓越男歌手：陳奕迅
- 世紀十年卓越女歌手：陳珊妮
- 世紀十年卓越歌曲（粵語）：陳奕迅《K歌之王》
- 世紀十年卓越歌曲（國語）：張敬軒《My Way》
- 世紀十年卓越專輯（粵語）：黃耀明《我的二十一世紀》
- 世紀十年卓越專輯（國語）：羅大佑《美麗島》

### 2011年（第十一届）获奖名单
公开奖
- 年度国语专辑：陈升《P.S.是的 我在台北》
- 年度国语歌曲：李宗盛《给自己的歌》
- 最佳国语男歌手：马条《你找错了地方》
- 最佳国语女歌手：谭维维《谭某某》
- 最佳国语男新人：严爵《谢谢你的美好》
- 最佳国语女新人：曾檐《爱 梦游》
- 最佳新乐队／组合：自由发挥《自由发挥》
- 最佳乐队：万能青年旅店《万能青年旅店》
- 最佳组合：农夫《O'FAMA》《奇迹》
- 最佳摇滚艺人：马条《你找错了地方》
- 最佳电子艺人：强音乐社《广州Lounge》
- 最佳民谣艺人：周云蓬《牛羊下山》
- 最佳爵士／蓝调艺人：张学友《Private Corner》
- 最佳嘻哈/说唱艺人：农夫《O'FAMA》、《奇迹》
- 最佳民族音乐艺人：杭盖《He Who Travels Far》
- 最佳R&B／Soul艺人：常石磊《自己》
- 最佳舞曲艺人：MIC男团《Rockstar》
- 最佳现场艺人：崔健
- 最佳封套：海逊@沼泽《沧浪星》
- 最佳企划创意：田馥甄《To Hebe》
- 年度合辑：群星《新能量音乐计划NO.1－张亚东自选辑》
- 年度艺人：万芳

粤语奖
- 最佳粤语男歌手：陈奕迅《Time Flies》、《Taste the Atmosphere》
- 最佳粤语女歌手：容祖儿《Joey Ten》、《空港》
- 最佳粤语男新人：肥宝《放手 感受 节奏》
- 最佳粤语女新人：李悦君《Erika》
- 年度粤语歌曲：陈奕迅《陀飞轮》
- 年度粤语专辑：RubberBand《Connected》

技术奖
- 最佳作词人：黄伟文（陈奕迅《陀飞轮》）
- 最佳作曲人：徐佳莹（徐佳莹《惧高症》）
- 最佳编曲人：耳光（耳光《夜深沉》）
- 最佳制作人：荒井壮一郎（林广财《唤回·排湾》）
- 最佳录音：林聪智、吴育彰、丁漫江、赵浩成、姚海毅、陈庆、李洁慧（林广财《唤回·排湾》）
- 最佳HIFI艺人：叶云川、孟庆华、关栋天、于魁智等中西跨界艺术家《伶歌2》

评审团奖项
- 评审团专业致敬奖：龚琳娜《夜雪》、魏如萱《優雅的刺猬》

百家传媒年度奖
- 百家传媒年度最受瞩目音乐人：汪峰
- 百家传媒年度最受瞩目艺人：陈奕迅
- 百家传媒年度最受瞩目组合：Twins
- 百家传媒年度最受瞩目歌曲：何韵诗《诗与胡说》
- 百家传媒年度最受瞩目专辑：陈奕迅《Time Flies》

### 2012年（第十二届）获奖名单
公开奖
- 年度国语专辑：汪峰《生无所求》
- 年度国语歌曲：陈奕迅、王菲《因为爱情》
- 最佳国语男歌手：汪峰《生无所求》
- 最佳国语女歌手：魏如萱《不允許哭泣的場合》《在哪里》
- 最佳国语男新人：张智《尼勒克小镇》
- 最佳国语女新人：以莉·高露《轻快的生活》
- 最佳新乐队／组合：19乐团《19》
- 最佳乐队：低苦艾《兰州 兰州》
- 最佳组合：南王姐妹花《巴力瓦格斯》
- 最佳摇滚艺人：黄贯中《A小调协奏曲》
- 最佳电子艺人：梁基爵《Digital Hug》
- 最佳民谣艺人：陈明章《青春》
- 最佳爵士／蓝调艺人：胡德夫《大武山蓝调》
- 最佳嘻哈／说唱艺人：蛋堡×Shin-Ski《踩.脚.踏.车》
- 最佳民族音乐艺人：罗思容与孤毛头乐团《揽花去》
- 最佳R&B／Soul艺人：方大同《15》
- 最佳舞曲艺人：萧亚轩《我爱我》
- 最佳封套：蒋明《再见北方》（设计：史茅茅）
- 最佳企划创意：王啸坤《唱片》
- 年度合辑：群星《很久没有敬我了你 电影·音乐·剧 原声带》
- 年度艺人：左小祖咒

粤语奖
- 年度粤语专辑：林一峰、黄馨《花诀》
- 年度粤语歌曲：C AllStar《天梯》
- 最佳粤语男歌手：黄贯中《A小调协奏曲》
- 最佳粤语女歌手：謝安琪《你們的幸福》
- 最佳粤语男新人：许廷铿《出走三部曲》
- 最佳粤语女新人：林欣彤《Vocalist》

技术奖
- 最佳作词人：陈升（陈升《滚滚辽河》）
- 最佳作曲人：陈小霞（林宥嘉《晚安》）
- 最佳编曲人：谭伊哲（尚雯婕《夜之缪斯》）
- 最佳制作人：尚雯婕、谭伊哲、尚·马龙、Daniel Merlot、Zuge（尚雯婕《in》）
- 最佳录音：全胜、张博、Eric（黛青塔娜与HAYA乐团《迁徙》）
- 最佳HIFI艺人：陈洁仪《重译》

评审团奖
- 评审团专业致敬奖：
  - 黄耀明《拂了一身还满》
  - 林宥嘉《美妙生活》
  - 陈升《家在北极村》

百家传媒奖
- 百家传媒年度突破奖：泳儿
- 百家传媒年度舞台演绎奖：郑伊健
- 百家传媒年度最受瞩目歌曲：胡夏《那些年》
- 百家传媒年度最受瞩目专辑：何韵诗《Awakening》
- 百家传媒年度最受瞩目男歌手：黄耀明
- 百家传媒年度最受瞩目女歌手：谭维维
- 百家传媒年度最受瞩目音乐人：陈珊妮

### 2013年（第十三届）获奖名单
公开奖
- 年度国语专辑：林憶蓮《蓋亞》
- 年度国语歌曲：曲婉婷《我的歌聲裡》
- 最佳国语男歌手：空缺（沒有候選人得票數過半）
- 最佳国语女歌手：林憶蓮《蓋亞》
- 最佳国语男新人：曹秦《繁星未泯》
- 最佳国语女新人：曲婉婷《我的歌聲裡》
- 最佳新乐队／组合：戲班《就是這個調調》
- 最佳乐队：Matzka《089》、五條人《一些風景》
- 最佳组合：棉花糖《不被瞭解的怪人》
- 最佳摇滚艺人：恭碩良《Playback Is A Bitch》
- 最佳电子艺人：尚雯婕《最後的贊歌》《The Doom Remix》
- 最佳民谣艺人：五條人《一些風景》
- 最佳爵士／蓝调艺人：絲竹空爵士樂團《旋轉》
- 最佳嘻哈／说唱艺人：MC HotDog《貧民百萬歌星》
- 最佳民族音乐艺人：戲班《就是這個調調》
- 最佳R&B／Soul艺人：方大同《回到未來》
- 最佳舞曲艺人：MIC男團《色.Color》
- 最佳器乐专辑：窦唯&不一样《笛音夏扇》
- 最佳影视原声专辑：陈建年《山有多高-电影概念音乐篇》
- 最佳专辑设计：拷秋勤《发生了什么事？》（设计：萧青阳工作室、耀霆、乌正、李宗翰）
- 最佳企划创意：達明一派兜兜轉轉演演唱唱會
- 最佳合辑：群星《摩登天空7》
- 年度艺人：林憶蓮

粤语奖
- 年度粤语专辑：RubberBand《Easy》
- 年度粤语歌曲：RubberBand《睜開眼》
- 最佳粤语男歌手：陳奕迅《...3mm》
- 最佳粤语女歌手：林二汶《林二汶 Eman Lam》
- 最佳粤语男新人：馮允謙《今天開始》
- 最佳粤语女新人：陳僖儀《Crazy Love》《Let Me Find Love》

技术奖
- 最佳作词人：黃偉文（劉浩龍《髒話阿七》）
- 最佳作曲人：曲婉婷（曲婉婷《我的歌聲裡》）
- 最佳编曲人：常石磊（林憶蓮《無言歌》）
- 最佳制作人：林憶蓮、常石磊（林憶蓮《蓋亞》）
- 最佳录音：Tomas Lo、逸堯、Simon Li、Sheta Chow（林二汶《林二汶 Eman Lam》）
- 最佳HIFI艺人：林二汶《林二汶 Eman Lam》

百家传媒奖
- 年度最受瞩目艺人：汪峰
- 年度最受瞩目专辑：曹格《荷里活的动物园》
- 年度最受瞩目歌曲：王菀之《留白》
- 年度最受瞩目男歌手：方大同
- 年度最受瞩目女歌手：张靓颖
- 年度最受瞩目音乐人：汪峰
- 年度最受瞩目舞台演绎：达明一派
- 年度超越大奖：C AllStar
- 年度展望：卢凯彤
- 年度新势力：艾怡良

最受歡迎獎
- 最受歡迎男歌手：楊宗緯
- 最受歡迎女歌手：張靚穎

评审团奖
- 评审团推荐奖：张悬《神的游戏》

其他
- 年度貢獻獎：《中國好聲音》
- 殿堂作詞人：黃偉文
- 殿堂作曲人：倫永亮

### 2014年（第十四届）获奖名单
本届典礼与第十五届典礼联办。
公开奖
- 年度国语专辑：周華健《江湖》
- 年度国语歌曲：李宗盛《山丘》
- 最佳国语男歌手：吉杰《自深深處》《彝斯科YISCO》
- 最佳国语女歌手：朱哲琴《月出》
- 最佳国语男新人：宋冬野《安和橋北》
- 最佳国语女新人：劉思涵《擁抱你》
- 最佳新乐队／组合：The Verse《52赫茲》
- 最佳乐队：二手玫瑰《一枝獨秀》
- 最佳组合：C AllStar《Cantopopsibility》
- 最佳摇滚艺人：竇唯《殃金咒》
- 最佳电子艺人：梁基爵《CouCou on MARS》
- 最佳民谣艺人：生祥樂隊《我庄》
- 最佳嘻哈／说唱艺人：小老虎《逍遙客》
- 最佳爵士／蓝调艺人：莫文蔚《Somewhere I Belong》
- 最佳R&B／Soul艺人：吉杰《自深深處》
- 最佳舞曲艺人：張薔《別再問我什麼是迪斯科》
- 最佳民族／世界／新世紀音樂專輯：朱哲琴與民族歌樂師《月出》
- 最佳器乐专辑：沼澤《遠》
- 最佳影视原声专辑：梅林茂《一代宗師 電影原聲》
- 最佳合辑：群星《五城記：2013音樂種子合輯》
- 最佳专辑设计：蕭青陽@蕭青陽工作室/黃安毅/劉立成/周良敦（周華健《江湖》）
- 最佳企划创意：周華健+張大春《江湖》跨界
- 年度艺人：周華健
- 年度致敬：李泰祥

粤语奖
- 年度粤语专辑：藍奕邦《優與美》
- 年度粤语歌曲：C AllStar《音樂殖民地》
- 最佳粤语男歌手：藍奕邦《優與美》
- 最佳粤语女歌手：盧凱彤《Riding On Faith》
- 最佳粤语男新人：空缺
- 最佳粤语女新人：AGA《AGA》

技术奖
- 最佳作词人：李宗盛（李宗盛《山丘》）
- 最佳作曲人：李宗盛（李宗盛《山丘》）
- 最佳制作人：吉杰/Caralinda Booth（吉杰《自深深處》）
- 最佳编曲人：何山/蔡德才@人山人海/盧凱彤@人山人海（盧凱彤《囂張》）、Tim Hutton（吉杰《花兒》）
- 最佳录音：Che Ming Lin/Bi Chong Ning/Pete Hutchings（莫文蔚《Somewhere I Belong》）

百家传媒奖
- 年度最受瞩目男歌手：張敬軒
- 年度最受瞩目女歌手：朱哲琴
- 年度超越大奖：蔣明

评审团奖
- 评审团推荐奖：陳奕迅《The Key》

### 2014年（第十五届）获奖名单
本届典礼与第十四届典礼联办。
公开奖
- 年度国语专辑：徐佳瑩《尋人啟事》
- 年度国语歌曲：莫西子詩《要死就一定要死在你手裡》
- 最佳国语男歌手：李泉《再見憂傷》
- 最佳国语女歌手：徐佳瑩《尋人啟事》
- 最佳国语男新人：馬飛《當初就不應該學吉他》
- 最佳国语女新人：陳惠婷《21克》
- 最佳新乐队／组合：推樂隊《發呆》
- 最佳乐队：戲班《太平有象》《五石散》
- 最佳组合：鍾氏兄弟《極》
- 最佳摇滚艺人：戲班《太平有象》《五石散》
- 最佳电子艺人：棋盤上的空格《innerSpace》
- 最佳民谣艺人：馬飛《當初就不應該學吉他》
- 最佳嘻哈／说唱艺人：大支《不聽》
- 最佳爵士／蓝调艺人：張盈《Sondia》
- 最佳R&B／Soul艺人：方大同《危險世界》
- 最佳舞曲艺人：張惠妹《偏執面》
- 最佳民族／世界／新世紀音樂專輯：莫西子詩《原野》
- 最佳器乐专辑：惘聞《八匹馬》
- 最佳影视原声专辑：Nate Connelly《僵屍 電影原聲大碟》
- 最佳合辑：蝦米音樂人《蝦米音樂人合輯一號 尋光集》
- 最佳专辑设计：區區500元先生/林768（周雲蓬《四月舊州》）
- 最佳企划创意：汪峰鳥巢演唱會+樂視LIVE
- 年度艺人：鄧紫棋

粤语奖
- 年度粤语专辑：謝安琪《Kontinue》
- 年度粤语歌曲：Supper Moment《世界變了樣》
- 最佳粤语男歌手：麥浚龍《柔弱的角》
- 最佳粤语女歌手：謝安琪《Kontinue》
- 最佳粤语新人：李拾壹《大膽小鬼》

技术奖
- 最佳作词人：陳昇（新寶島康樂隊《純情天婦羅》）
- 最佳作曲人：莫西子詩（莫西子詩《要死就一定要死在你手裡》）
- 最佳编曲人：李劍青/Archie Pelago（白安《接下來是什麼》）
- 最佳制作人：陳建騏/徐佳瑩（徐佳瑩《尋人啟事》）
- 最佳录音：張篤/丁海明（戲班《太平有象》）

百家传媒奖
- 年度最受瞩目男歌手：華晨宇
- 年度最受瞩目女歌手：朱婧
- 年度最受瞩目音乐人：李泉

评审团奖
- 评审团推荐奖：朱婧《以夢為馬》

### 2015年（第十六届）获奖名单
公开奖
- 年度国语专辑：莫文蔚《不散，不见》
- 年度国语歌曲：李荣浩《喜剧之王》
- 最佳国语男歌手：李健《李健》
- 最佳国语女歌手：莫文蔚《不散，不见》
- 最佳国语男新人：马頔《孤岛》
- 最佳国语女新人：岑宁儿《Here》
- 最佳新乐队/组合：马帮《马帮》
- 最佳乐队：声音玩具《爱是昂贵的》
- 最佳组合：范晓萱+A《当下》《谢谢》
- 最佳摇滚艺人：声音玩具《爱是昂贵的》
- 最佳民谣艺人：罗思容与孤毛头乐团《多一个》
- 最佳嘻哈/说唱艺人：Lu1《男孩/a portrait in time》
- 最佳爵士/蓝调艺人：彭飞《第三个月》
- 最佳电子艺人：超级市场《有限无限》
- 最佳舞曲艺人：蔡依林《呸》
- 最佳世界音乐专辑：HAYA乐团《疯马》
- 最佳器乐专辑：顾忠山三重奏《Pictures》
- 最佳影视原声专辑：白水《烈日灼心电影原声选集》
- 最佳合辑：群星《美丽心民谣-远行》
- 最佳专辑设计：Easy Shen《如果身体全部开放了》（设计：颜伯骏）
- 最佳企划创意：麦浚龙《Addendum》

粤语奖
- 年度粤语专辑：麦浚龙《Addendum》
- 年度粤语歌曲：麦浚龙/莫文蔚《瑕疵》
- 最佳粤语男歌手：许志安《新天地》
- 最佳粤语女歌手：吴雨霏《艳羡》
- 最佳粤语新人：黎晓阳《上上下下左右左右BA Start》

技术奖
- 最佳作词人：黄伟文《喜剧之王》（演唱：李荣浩）
- 最佳作曲人：常石磊《不散，不见》（演唱：莫文蔚）
- 最佳编曲人：HAYA乐团《轮回》（演唱：HAYA乐团）
- 最佳制作人：许哲佩/王希文《摇摆电力公司》（演唱：许哲佩）
- 最佳录音：Eric Lattanzio《疯马》（演唱：HAYA乐团）

评审团奖：
- 评审团推荐奖：费翔《人》

百家传媒奖
- 百家传媒年度最受瞩目专辑：吴莫愁《90》
- 百家传媒年度最受瞩目歌曲：苏运莹《野子》
- 百家传媒年度最受瞩目男歌手：朴树
- 百家传媒年度最受瞩目女歌手：蔡健雅
- 百家传媒年度最受瞩目音乐人：莫文蔚
- 百家传媒年度超越大奖：吴莫愁
- 殿堂歌手：张明敏

粤剧奖
- 粤剧艺术年度瞩目奖：欧凯明
- 粤剧艺术终身成就奖：罗家宝

### 2017年（第十七届）获奖名单
公开奖
- 年度国语专辑：崔健《光冻》
- 年度国语歌曲：上海彩虹室内合唱团《感觉身体被掏空》
- 最佳国语男歌手：崔健《光冻》
- 最佳国语女歌手：小霞《小霞》
- 最佳国语男新人：杨炅翰《新生儿》
- 最佳国语女新人：苏运莹《冥明》
- 最佳新乐队/组合：草东没有派对《丑奴儿》
- 最佳乐队：生祥乐队《围庄》
- 最佳组合：张三李四《张三李四》
- 最佳摇滚艺人：崔健《光冻》
- 最佳民谣艺人：李德筠《价值观 Vol.01》
- 最佳嘻哈/说唱艺人：Lu1 X Cee《午夜列车上的告别》
- 最佳爵士/蓝调艺人：钟玉凤/陈思铭《蓝·掉》
- 最佳电子艺人：白天不亮《游园惊梦》
- 最佳舞曲艺人：吉克隽逸《Intrepid大无畏》
- 最佳世界音乐专辑：央吉玛《莲花秘境》
- 最佳器乐专辑：沼泽《琴晚》
- 最佳影视原声专辑：林强《刺客聂隐娘 电影原声专辑》
- 最佳合辑：群星《音乐肖像2015 时间的蜜》
- 最佳专辑设计：生祥乐队《围庄》（设计：罗文岑）
- 最佳企划创意：音乐肖像2015

粤语奖
- 年度粤语专辑：C AllStar《生于斯》
- 年度粤语歌曲：黄淑蔓 & 英仁合唱团《差一点我们会飞》
- 最佳粤语男歌手：卢冠廷《Beyond Imagination TOO》
- 最佳粤语女歌手：方皓玟《404 Not Found》
- 最佳粤语新人：吴业坤《Kwan Gor》

技术奖
- 最佳作词人：武雄《拆》（演唱：张三李四）
- 最佳作曲人：林俊杰《不为谁而作的歌》（演唱：林俊杰）
- 最佳编曲人：苏打绿/林暐哲《痛快的哀艳》（演唱：苏打绿）
- 最佳制作人：林暐哲《冬 未了》（演唱：苏打绿）
- 最佳录音：李游/窦如意/张博/颜仲坤/Howie B/Joe Hirst《光冻》（演唱：崔健）

评审团奖
- 评审团推荐奖：黄韵玲《初熟之物》、蒋明《空山》

最受瞩目单元
- 年度最受瞩目专辑：林宥嘉《今日营业中》
- 年度最受瞩目男歌手：林宥嘉《今日营业中》
- 年度最受瞩目女歌手：艾怡良《说 艾怡良》
- 年度最受瞩目音乐人：戴佩妮《贼》

### 2018年（第十八届）获奖名单
第18届「华语音乐传媒盛典」於2018年6月30日於增城「1978电影小镇」舉辦。
專業推薦 
- 年度國語專輯：郭頂《飛行器的執行周期》
- 年度國語歌曲：宋冬野《郭源潮》
- 年度國語男歌手：滿江《冬某日》
- 年度國語女歌手：徐佳瑩《心裡學》
- 年度國語男新人：李權哲《醒着不醉》
- 年度國語女新人：万妮达《Vinida萬妮達》
- 年度新樂隊/組合：Mr. Miss《先生小姐》
- 年度樂隊：玩具船長《青春照相館》
- 年度組合：Mr. Miss《先生小姐》
- 年度搖滾藝人：伍佰&China Blue《釘子花》
- 年度民謠藝人：楊樂《自言自語》
- 年度嘻哈/說唱藝人：頑童MJ116《幹大事》
- 年度爵士/藍調藝人：玫熹《未來摩登佬》
- 年度電子藝人：邱比《大放》
- 年度世界音樂專輯：新樂府《新樂府｜粵劇：迷粵》
- 年度器樂專輯：秦四風《SEDAR》
- 年度影視原聲專輯：林生祥《大佛普拉斯 電影原聲帶》
- 年度專輯設計：玩具船長《青春照相館》（設計：李奕瀚/柯敏）

粵語推薦 
- 年度粵語專輯：群星《剎那的烏托邦》
- 年度粵語歌曲：林二汶/岑寧兒《銀髮白》
- 年度粵語歌手：林二汶《People Like Us》
- 年度粵語新人：鄧小巧《The Strength of Weakness》

技術推薦 
- 年度作詞人：宋冬野《郭源潮》（演唱：宋冬野）
- 年度作曲人：艾怡良《言不由衷》（演唱：徐佳瑩）
- 年度編曲人：林朝陽《流浪者》（演唱：丁薇）
- 年度製作人：常石磊《來日方長》（演唱：黃齡）
- 年度錄音：伍佰 & China Blue《釘子花》（錄音：Bill Schnee/Morgan Stratton/樊乃綱；混音：Bill Schnee；母帶工程：Stephen Marcussen）

最受矚目推薦 
- 年度最受矚目男新人：丁世光
- 年度最受矚目女新人：李雨
- 年度最受矚目粵語音樂人：衛蘭
- 年度最受矚目粵語歌曲：衛蘭《天敵》
- 年度最受矚目粵語演唱組合：草蜢
- 年度最受矚目音樂行業企劃：原力計劃

### 2019年（第十九届）获奖名单
从本届起，该典礼由“华语音乐传媒大奖”更名为“‘超越流行’专业推荐名单”。
专业推荐
- 年度国语专辑：林忆莲《0》
- 年度国语歌曲：艾怡良《Forever Young》
- 最佳国语男歌手：谢震廷《爱丽丝 Where Are We Going?》
- 最佳国语女歌手：林忆莲《0》
- 最佳国语男新人：尹毓恪《浴室与太平洋》
- 最佳国语女新人：方拾贰《拾贰》
- 最佳新乐队/组合：南瓜妮歌迷俱乐部《他我Alter Ego》
- 最佳乐队：P.K.14《当我们谈论他的名字时我们在谈论什么》
- 最佳组合：上海彩虹室内合唱团《白马村游记》
- 最佳摇滚艺人：P.K.14《当我们谈论他的名字时我们在谈论什么》
- 最佳民谣艺人：莫西子诗《月光白得很》
- 最佳嘻哈/说唱艺人：GAI《光宗耀祖》
- 最佳爵士/蓝调艺人：泥滩地烂人《擒虎记》
- 最佳电子艺人：白水《儿童乐园》
- 最佳世界音乐专辑：戏班《玩皮》
- 最佳器乐专辑：钟玉凤《摆》
- 最佳影视原声专辑：林强/许志远《地球最后的夜晚 电影原声音乐》
- 最佳专辑设计：莫西子诗《月光白得很》（设计：窦誉笙）

粤语推荐
- 年度粤语专辑：陈奕迅/eason and the duo band《L.O.V.E.》
- 年度粤语歌曲：王菀之《沉默的士高》
- 最佳粤语男歌手：陈奕迅《L.O.V.E.》
- 最佳粤语女歌手：邓小巧《Inner Voice》
- 最佳粤语男新人：邓志舜《邓志舜》

技术推荐
- 最佳作词人：艾怡良《Forever Young》（演唱：艾怡良）
- 最佳作曲人：艾怡良《Forever Young》（演唱：艾怡良）
- 最佳编曲人：陈星翰《怪美的》（演唱：蔡依林）
- 最佳制作人：常石磊/恭硕良/Kelvin Avon（英语：Kelvin Avon）《0》（演唱：林忆莲）
- 最佳录音：林忆莲《0》（录音：倪涵文/Y.Lam/Derrick Sepnio/常石磊/李卓；混音：Brent Clark；母带工程：Ryan Smith）

评审团推荐
- 评审团推荐奖：罗思容和孤毛头乐团《落脚》、许巍《事实上我没有名字》

年度瞩目推荐
- 年度最受瞩目音乐平台：腾讯音乐人
- 年度最受瞩目音乐机构：Indie Works
- 年度最受瞩目音乐榜单：硬地原创音乐榜

### 2020年（第二十届）获奖名单
从本届起，该典礼再由“‘超越流行’专业推荐名单”更名为“南方音乐盛典”。
专业推荐
- 年度国语专辑：魏如萱《藏着并不等于遗忘》
- 年度国语歌曲：郁可唯《路过人间》
- 最佳国语男歌手：周华健《少年》
- 最佳国语女歌手：魏如萱《藏着并不等于遗忘》
- 最佳国语男新人：裘德《颁奖的时候我要缺席》
- 最佳国语女新人：余佩真《真真》
- 最佳新乐队/组合：告五人《我肯定在几百年前就说过爱你》
- 最佳摇滚艺人：声音碎片《没有鸟鸣，关上窗吧》
- 最佳乐队：木推瓜《孔雀》
- 最佳组合：上海彩虹室内合唱团《落霞集》
- 最佳民谣艺人：张尕怂《黄河尕谣》
- 最佳嘻哈/说唱艺人：Ice Paper《成语接龙》《人与自然》
- 最佳爵士/蓝调艺人：陈颖达《离峰时刻》
- 最佳电子艺人：Howie Lee《天地不仁》
- 最佳世界音乐专辑：阿爆《kinakaian 母亲的舌头》
- 最佳器乐专辑：Cicada《走入有雾的森林》
- 最佳影视原声专辑：林生祥《阳光普照 电影原声带》
- 最佳专辑设计：陈珊妮《Juvenile A》（设计：毕展莹）

技术推荐
- 最佳作词人：陈珊妮、吕士轩《成为一个厉害的普通人》（演唱：陈珊妮、吕士轩）
- 最佳作曲人：张简君伟《路过人间》（演唱：郁可唯）
- 最佳编曲人：陈珊妮《玉女穿梭》（演唱：陈珊妮）
- 最佳制作人：陈建骐《藏着并不等于遗忘》（演唱：魏如萱）
- 最佳录音：HAYA乐团《Link》（录音：Eric Lattanzio、全胜；混音：Eric Lattanzio；母带工程：Ludovic D'Aniello）

特别推荐
- 评审团推荐：许哲珮《失物之城》、易烊千玺《温差感》
- 年度艺人：吴青峰
- 年度特别贡献：腾讯音乐人原力计划
- 年度瞩目乐队：超级斩
- 致敬荣誉音乐人：与非门